# Сешеке
Сешеке (на английски: Sesheke) е град в южната част на Западна Замбия. Намира се в Западната провинция на страната. Разположен е на левия бряг на река Замбези на границата с Намибия. На срещуположния бряг на реката е намибийския град Катима Мулило. През май 2004 г. е построен мост между двата града над река Замбези за шосейна връзка между Замбия и Намибия. Населението му е 13 167 жители, от преброяването през 2010 г.

## Други
- Мост Катима Мулило‎